# 耶律海里 (涅剌昆)
耶律海里（？—？），字涅剌昆，遙輦氏昭古可汗後裔。契丹國軍事人物。契丹人。

## 经历
遼太祖傳位，得到耶律海里的支持。早年受命帶領遙輦故族，在權力鬥爭中支持太祖。耶律海里知人之明，而素服太祖威德，歸順。因而成為太祖耳目，多次從太祖征討。既清內亂，開始設置遙輦敞穩，命令海里領導。天顯初年，征渤海国，海里率領遙輦乣軍破忽汗城。回軍，後逝世。